# Erigone marina
Erigone marina är en spindelart som beskrevs av Ludwig Carl Christian Koch 1882. Erigone marina ingår i släktet Erigone och familjen täckvävarspindlar. Inga underarter finns listade i Catalogue of Life.